# Mecze reprezentacji Polski w piłce ręcznej mężczyzn prowadzonej przez Jote Gonzáleza
Zestawienie meczów reprezentacji Polski w piłce ręcznej mężczyzn, prowadzonej przez Jote Gonzáleza:

## Oficjalne mecze międzypaństwowe
| Nr | Przeciwnik | Miejsce             | Data             | Impreza                               | Wynik (Polska-rywal) | Raport |
| -- | ---------- | ------------------- | ---------------- | ------------------------------------- | -------------------- | ------ |
| 1. | Izrael     | Konstanca           | 8 maja 2025      | eliminacje ME 2026                    | 31:33                |        |
| 2. | Rumunia    | Gorzów Wielkopolski | 11 maja 2025     | eliminacje ME 2026                    | 30:29                |        |
| 3. | Węgry      | Kristianstad        | 16 stycznia 2026 | Mistrzostwa Europy 2026, faza wstępna |                      |        |
| 4. | Islandia   | Kristianstad        | 18 stycznia 2026 | Mistrzostwa Europy 2026, faza wstępna |                      |        |
| 5. | Włochy     | Kristianstad        | 20 stycznia 2026 | Mistrzostwa Europy 2026, faza wstępna |                      |        |

## Bilans meczów
|                 | zwycięstwa | remisy | porażki |
| ogółem          | 1          | 0      | 1       |
| dom             | 1          | 0      | 0       |
| wyjazd          | 0          | 0      | 0       |
| neutralny teren | 0          | 0      | 1       |

|                 | zdobyte | stracone |
| ogółem          | 61      | 62       |
| dom             | 30      | 29       |
| wyjazd          |         |          |
| neutralny teren | 31      | 33       |